# 1,4-Dioxan

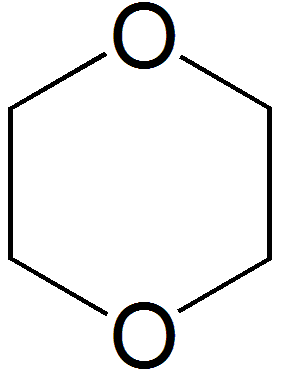
Lewisstruktur för 1,4-dioxan.

1,4-Dioxan (den viktigaste av tre isomerer) är en färglös vätska med en svag eteraktig lukt, tillhörande klassen etrar. Den är ett gott aprotiskt lösningsmedel för ett flertal organiska föreningar och löser sig även i alla proportioner i vatten (är även hygroskopiskt) till skillnad från dietyleter. Dioxans relativt höga smältpunkt (11,8 °C) och höga ångtryck (30 mmHg vid 20 °C) gör det lämpligt som medium vid frystorkning av organiska föreningar. Kloreringar av alkoholer med tionylklorid i dioxanlösning sker med retention av stereokemin, istället för inversion som vanligen är fallet. Ett annat användningsområde är som vät- och dispersionsmedel inom textilindustrin.
Dioxan kan i likhet med många andra etrar bilda explosiva peroxider i kontakt med luftens syre. Ångorna är retande för ögon och andningsorgan. Dioxan bryts ned i och utsöndras via levern. Lever- och njurpåverkan har visats i råtta. Det är troligt att dioxan kan orsaka cancer.